# Koerdische Arbeiderspartij

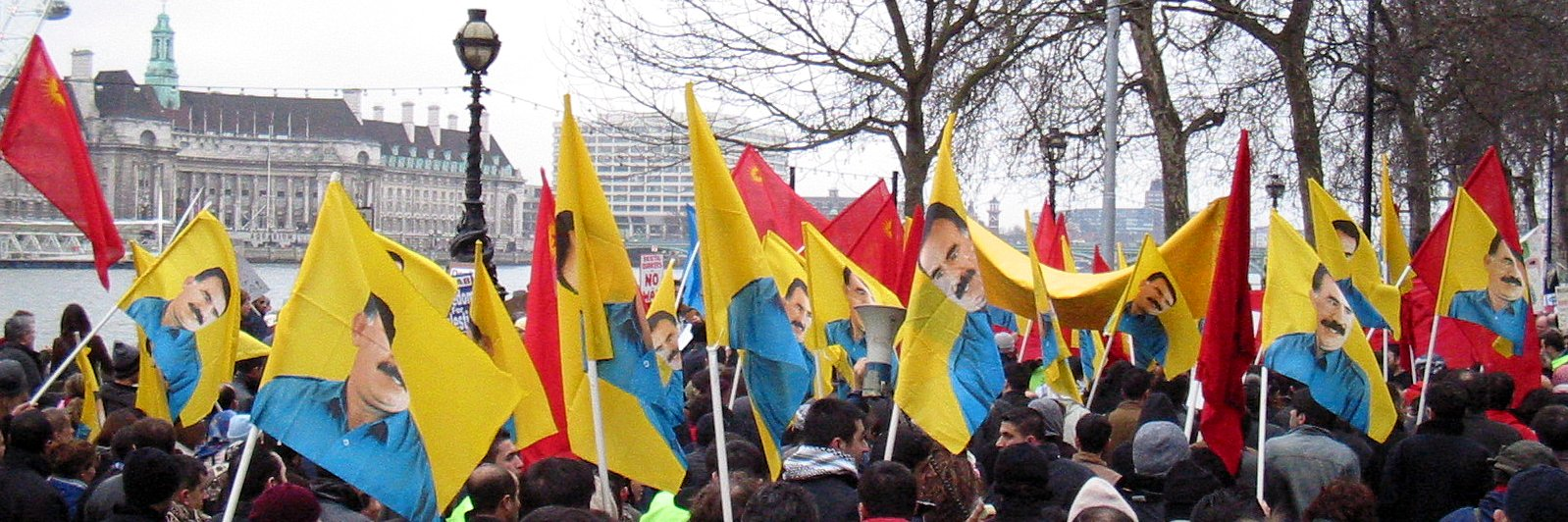
Demonstratie van PKK-aanhangers in Londen op 15 februari 2003.

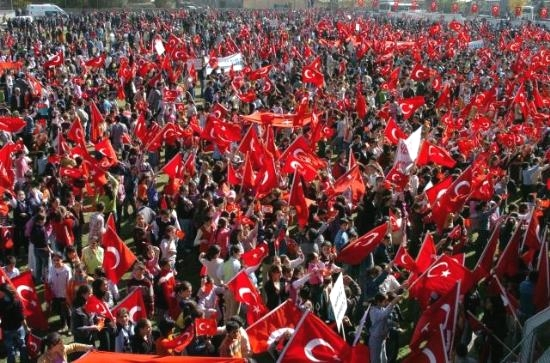
Demonstratie tegen de PKK in Turkije op 22 oktober 2007 na de dood van 27 Turkse soldaten.

De Koerdische Arbeiderspartij (Koerdisch: Partiya Karkerên Kurdistanê, afgekort PKK; letterlijke vertaling: "Arbeiderspartij van Koerdistan") is een Koerdische organisatie in Turkije en Irak. De PKK staat op de terreurlijst van de Europese Unie, alsmede de landen Australië, Azerbeidzjan, België, Canada, Duitsland, Iran, Japan, Kazachstan, Kirgizië, Nieuw-Zeeland, Oostenrijk, Spanje, Syrië, Tsjechië, Turkije, Verenigd Koninkrijk, Verenigde Staten en Zweden.
Sinds 1984 vecht de PKK een gewapende strijd tegen de Turkse staat voor culturele en politieke rechten en zelfbeschikking voor de Koerden in Turkije, die tussen de 10% en 25% van de Turkse bevolking uitmaken en decennialang werden onderdrukt door de Turkse staat. Vroeger wilden ze een onafhankelijke Koerdische staat stichten in het zuidoosten van Turkije. De groep werd opgericht in 1978 in het dorp Fis door een groep Koerdische studenten onder leiding van Abdullah Öcalan.
In 2013 aanvaardde de PKK een wapenstilstand en begon haar strijders terug te trekken naar de Koerdische regio in het noorden van Irak, als onderdeel van het vredesproces tussen de lang rechteloze Koerdische minderheid en de Turkse staat. Hierbij ging de Turkse geheime dienst in gesprek met de leden van de PKK. In 2015 kwam voor Turkije een einde aan de wapenstilstand nadat twee Turkse politieagenten werden vermoord door de PKK als gevolg van de spillover-effecten van de Syrische Burgeroorlog.
De naam 'PKK' wordt meestal ook gebruikt voor de gewapende vleugel van de PKK echter heet die de Volksverdedigingskrachten (HPG), vroeger het Koerdistan Nationaal Bevrijdingsleger (ARGK). Volgens sommige analisten is de PKK als een terroristische groepering aangeduid door onder andere de EU en de VS onder druk van Turkije, terwijl volgens andere analisten dit niet het geval was ondanks druk uit Ankara. Zo stelt de Duitse oud-minister Sigmar Gabriel dat de PKK in Duitsland niet verboden werd vanwege haar daden in Turkije, maar vanwege haar activiteiten in Duitsland zoals wapenhandel, drughandel en witwassen van geld via chantage. Leden van de PKK zijn aangewezen als drugshandelaren door de Verenigde Staten.

## Geschiedenis
Na het uitroepen van de republiek Turkije door Mustafa Kemal Atatürk, werd Turkije een natiestaat die de rechten van minderheden zoals de Koerden niet erkende. De Turkse regering probeerde hen te assimileren, ze werden "berg-Turken" genoemd, en het werd hen verboden Koerdisch te spreken en zichzelf Koerdisch te noemen. Veel Koerden voelden zich gediscrimineerd na jaren van onderdrukking, waarop op 27 november 1978 in het plaatsje Fis (Diyarbakır) de PKK werd opgericht door onder anderen Abdullah Öcalan, Mazlum Doğan en 21 volgelingen. Haar doel was het beëindigen van het Turkse 'kolonialisme' in Oost-Turkije en het realiseren van een onafhankelijk en verenigd Koerdistan. Sinds de oprichting is Öcalan de leider van de PKK.
Op 15 augustus 1984 vielen door de PKK getrainde Koerdische boeren politieposten in de plaatsen Eruh (Siirt) en Şemdinli (Hakkâri) aan, waarbij twee Turkse agenten werden gedood. Dit was het begin van meerdere gewelddadige acties. Als tegenmaatregel besloot de Turkse overheid duizenden Koerden te rekruteren die, in ruil voor wapens en geld, als dorpswachten tegenover de PKK kwamen te staan. De aanwezigheid van vele Turkse militairen zette kwaad bloed, waardoor veel Koerden voor het dilemma kwamen te staan of ze hun steun aan de PKK of aan de militairen wilden geven.
In maart 1990, tijdens het Koerdisch Nieuwjaar, liepen begrafenissen van gesneuvelde PKK'ers uit op demonstraties. Hierdoor kwam het probleem nationaal op de kaart te staan. In de jaren daarop kregen zo'n dertigduizend PKK-guerrillero's de feitelijke macht in delen van Oost-Turkije in handen.
Tegelijkertijd zocht Öcalan ook naar politieke mogelijkheden en begin jaren negentig stemde president Turgut Özal in met onderhandelingen. Behalve Özal, zelf half Koerdisch, hadden echter weinig Turkse politici hier oren naar en toen de president op 17 april 1993 aan een hartaanval overleed vervloog daarmee de hoop op verzoening. Toen Ankara Öcalans toenaderingen negeerde en de druk vanuit zijn achterban steeds groter werd, riep hij in juni 1993 de 'totale oorlog' uit.
De strijd laaide weer op. In de periode 1996 tot 1999 zette de PKK zelfmoordterroristen in tegen Turkse veiligheidstroepen. Ook burgers, waaronder Koerden, die weigerden samen te werken werden daarvan slachtoffer. In 1999 verscheen een rapport van Human Rights Watch waarin melding werd gemaakt van de verantwoordelijkheid van de PKK voor 768 executies.
Toen de gewapende strijd steeds hevigere vormen begon aan te nemen dwong Turkije Syrië tot de uitzetting van Öcalan. Hij was een van de meest gezochte terroristen ter wereld. Deze vluchtte naar Moskou en vervolgens met een vals paspoort naar Rome. Nadat dit uitkwam, wilde Italië van hem af. Nederland en Duitsland weigerden de PKK-leider asiel. Uiteindelijk bood Griekenland hem onderdak in zijn ambassade in Nairobi, Kenia. Toen hij op 15 februari 1999 de residentie van de ambassadeur verliet werd hij door Turkse agenten ontvoerd. De Griekse regering ontkende overigens dat ze steun bood aan de PKK. Öcalan werd tot de doodstraf veroordeeld wegens hoogverraad. Hij werd verantwoordelijk gehouden voor naar schatting 35.000 doden.
In 2002 accepteerde de Turkse regering een aantal voorwaarden voor toetreding tot de Europese Unie, waaronder het afschaffen van de doodstraf, wat het leven van Abdullah Öcalan spaarde, alsmede wijzigingen in de officiële regeringspolitiek die een verbetering in de mensenrechtensituatie van de Koerden teweeg moesten brengen.
Öcalans vonnis werd omgezet in levenslang. Hij probeert sindsdien vanuit de gevangenis via zijn advocaten zijn partij te besturen.
In 2002 hernoemde de politieke tak van de PKK zich tot KADEK. De PKK gaf op dat moment aan de strijd alleen nog via democratische weg voort te willen zetten. Tien dagen na de naamswijziging bestempelde de Belgische regering de PKK als een terroristische organisatie, later gevolgd door de Verenigde Staten en de Europese Unie. Op procedurele gronden werd de EU echter in april 2008 door het Europese gerecht van eerste aanleg gelast de plaatsing op de terreurlijst ongedaan te maken. Nadat de EU de PKK betitelde als een terreurorganisatie, werd in april 2008 door het Europese gerecht van eerste aanleg gelast deze beslissing ongedaan te maken - niet omdat de organisatie van karakter was veranderd maar omdat er procedurefouten waren gemaakt. In januari 2009 werd de PKK weer opgenomen op de terreurlijst van de EU.
Op 11 november 2003 transformeerde KADEK tot een nog gematigder fractie, het Volkscongres van Koerdistan (Kongra-Gel).
Tegenwoordig wordt de KCK, de Vereniging der Koerdische Gemeenschappen (Koma Civakên Kurdistan) gezien als het overkoepelende orgaan voor alle PKK-organen, zoals Kongra-Gel en de militaire vleugel, HPG (Volksverdediginskrachten, Hêzên Parastina Gel).
Toen onderhandelingen met de Turkse regering niet de gewenste resultaten opleverden, riep Öcalan in juni 2004 via zijn advocaten op de wapens weer ter hand te nemen. Tussen 2004 en 2009 werden regelmatig aanvallen op het Turkse leger gepleegd door de PKK en viel het Turkse leger enkele malen in het noorden van Irak PKK-strijders aan.
In 2009 begon de Turkse regering echter een nieuw programma van voorzieningen voor de Koerdische minderheid. De Koerden kregen een eigen staatszender, nieuwe rechten zoals het recht op onderwijs van en in het Koerdisch, en het recht op Koerdische plaatsnamen. De Koerdische politieke partij werd meegenomen op buitenlandse reizen. De PKK-leider Öcalan speelt hier op in door vanuit de gevangenis een 'roadmap to peace' te schrijven, die niet werd vrijgegeven door de Turkse overheid. In 2009 kondigde de PKK aan dat het de gewapende strijd wil opgeven en 'vredesbrigades' de grens over zou sturen om de democratische oplossing voor het conflict, die de Turkse regering ingezet had, te steunen. De eerste brigade, 8 PKK-strijders en 26 Koerdische Turkse burgers die in de jaren 90 naar Irak waren gevlucht, stak op 19 oktober de grens over vanuit Irak en werd door duizenden Turkse Koerden met Koerdische vlaggen ontvangen. De PKK-strijders werden direct na het betreden van Turkse grond vastgezet en vier aanklagers die naar de grens waren gestuurd moesten bepalen of de PKK-strijders schuldig waren aan misdaden en of ze moesten worden gearresteerd. Een dag na hun binnenkomst in Turkije werden echter alle PKK-strijders door de rechtbank in vrijheid gesteld.

### 2013: wapenstilstand
In het najaar van 2012 begon de Turkse geheimde dienst Milli Istihbarat Teskilati gesprekken met Öcalan voor een wapenstilstand. Op 21 maart 2013 werd een wapenstilstand aangekondigd.
Op 25 april werd bekend dat de PKK zich uit Turkije zou terugtrekken. Commandant Murat Karayilan zei "Als onderdeel van de lopende voorbereidingen, zal de terugtrekking beginnen op 8 mei 2013. Onze troepen zullen wraak nemen in het geval van een aanval, operatie of bombardementen tegen ons waarna de terugtrekking onmiddellijk zal stoppen." De BDP hield bijeenkomsten om de terugtrekking aan bezorgde burgers uit te leggen. Partijleider Pinar Yilmaz zei: "8 mei is een dag dat we zowel anticiperen als vrezen. We hebben geen vertrouwen in de overheid. Veel mensen zijn bang hier dat zodra de guerrillero's zijn vertrokken, het Turkse leger ons opnieuw hard zal aanvallen."
De terugtrekking begon zoals gepland met groepen strijders die de grens overgingen van zuidoostelijk Turkije naar Noord-Irak. Iraakse leiders in Bagdad verklaarden echter dat ze geen gewapende groepen zouden accepteren op Iraaks grondgebied. PKK-woordvoerder Ahmet Deniz probeerde de zorg weg te nemen en zei dat het proces democratie zou versterken en dat het geen bedreiging zal vormen voor anderen.
Er werd geschat dat tussen de 1500 en 2000 PKK-strijders zich in Turkije bevonden. Het terugtrekkingsproces zou naar verwachting enkele maanden duren, zelfs als Irak niet ingrijpt om het te voorkomen. Op 14 mei kwamen de eerste groepen van 13 mannelijke en vrouwelijke vechters Irak binnen na het verlaten van Turkije. Ze droegen met hen kalasjnikovs, lichte machinegeweren en raket-aangedreven granaatwerpers. Ze werden verwelkomd met een welkomstceremonie.
Op 29 juli stelde de PKK een ultimatum door te zeggen dat het vredesproces zou mislukken als hervormingen niet binnen een maand zouden worden uitgevoerd. In oktober waarschuwde Cemil Bayik dat tenzij Turkije het vredesproces hervat de PKK haar activiteiten tegen de Turkse staat weer zou oppakken. Hij beschuldigde Turkije van het voeren van een proxy-oorlog tegen de Koerden in de Syrische Burgeroorlog door het steunen van "terroristen".
De president van Iraaks-Koerdistan, Massoud Barzani, stond achter het initiatief en zei: "Dit is een historisch bezoek voor mij... We weten allemaal dat het onmogelijk geweest zou zijn om hier 15 of 20 jaar geleden te spreken. Premier Tayyip Erdogan heeft een zeer moedige stap op weg naar vrede genomen. Ik wil dat mijn Koerdische en Turkse broeders het vredesproces steunen."

### 2014: Syrische Burgeroorlog en nieuwe gevechten in Turkije
De Arabische lente en de daarop volgende Syrische Burgeroorlog hebben geleid tot veranderingen binnen het politieke krachtenveld in Turkije. De PKK viel de Islamitische Staat (in Irak en de Levant) aan in Syrië medio juli 2014, als onderdeel van de Syrische Burgeroorlog. De PKK zette de Turkse regering onder druk om een standpunt tegen ISIS in te nemen. Turkije was destijds minder bezig met de IS, mede omdat het in toom houden van de PKK hoger op de Turkse agenda stond. De Turkse regering bleef het oversteken van PKK-strijders naar Syrië om tegen ISIS te strijden beperken en arresteerde 260 leden van de Volksbeschermingseenheden (YPG). Alleen de Koerdische Peshmerga kreeg toestemming om over te steken, omdat zij niet als een terroristische organisatie worden beschouwd door Turkije. PKK-strijders hielpen tienduizenden jezidi's bij het ontsnappen uit de omsingelde Sinjarbergen. In september 2014, tijdens de Slag om Kobani, hielp de PKK bij de strijd tegen ISIS in Syrië.
Turkse Koerden namen deel aan grootschalige straatprotesten na een oproep van de aan PKK-gelieerde politieke partij HDP, waarin ze eisten dat de regering in Ankara maatregelen zou nemen tegen ISIS en zou helpen tegen IS te vechten bij de Slag om Kobani. De demonstranten raakten slaags met islamistische Turkse Koerden van Hızbullah. Bij gevechten tussen de rivaliserende Turks-Koerdische groepen kwamen 46 mensen om het leven en raakten 682 personen gewond, terwijl 323 mensen werden gearresteerd. Op 14 oktober viel de Turkse luchtmacht PKK-posities aan in de nabijheid van Daglica in de provincie Hakkâri, nadat een militaire buitenpost werd beschoten door PKK-militanten.

### 2015: oproep van Öcalan tot ontwapening en einde wapenstilstand
Eind februari 2015 riep Öcalan zijn militanten op om de wapens neer te leggen. De boodschap werd aan de pers overgemaakt door een parlementslid van de pro-Koerdische Democratische Volkspartij. Öcalan verklaarde daarin dat een regeling van het conflict naderbij kwam en riep de PKK op om een congres te organiseren rond de ontwapening en het einde van het gewapend conflict, om zo tot een democratische oplossing te komen. Met deze boodschap wou Öcalan het in 2012 opgestarte, maar tanende vredesproces nieuw leven inblazen. De PKK antwoordde dat zo'n congres er enkel zou komen als de Turkse regering van haar kant ook bepaalde stappen zou zetten. In maart 2015 herhaalde Öcalan naar aanleiding van het lentefeest Newroz zijn oproep in een brief, die werd voorgelezen in de stad Diyarbakır. Öcalan riep opnieuw op om een einde te maken aan de "destructieve geschiedenis" tussen de twee kampen, en zei ook dat de Turkse overheid haar beloftes uit het tienpuntenprogramma moest nakomen. Öcalan onderstreepte het belang van een congres, dat een nieuw tijdperk van vredevolle samenleving zou moeten inluiden.
Eind juli 2015 pleegde ISIS een bomaanslag in Turkije waarbij 32 mensen omkwamen, voornamelijk Koerden. PKK-elementen beschuldigden Turkije medeplichtig te zijn aan de aanslag. Twee dagen later werden twee Turkse politieagenten in hun slaap doodgeschoten door de PKK als wijze van vergelding voor de aanslag. In de dagen daarna volgden meerdere aanslagen, waarop Turkije militaire acties tegen de groep hervatte en er een einde kwam aan de wapenstilstand.

### 2025: nieuwe oproep van Öcalan tot ontwapening
Op 27 februari 2025 lanceerde Öcalan opnieuw een Oproep tot de vrede en een democratische samenleving. De boodschap werd voorgelezen door leden van DEM (Democratische Partij (Turkije)). In zijn verklaring,  die "historisch" werd genoemd, vraagt Öcalan alle groepen hun wapens neer te leggen. Hij roept de PKK ook op om een congres te houden en zichzelf te ontbinden. Volgens Öcalan is de strijd voor de rechten van de Koerden in een nieuwe fase beland en moet die op een democratische manier voortgezet worden.

### Opheffing en ontwapening
Op 12 mei 2025 maakte de PKK bekend zichzelf op te heffen. De aankondiging volgde enkele dagen na een partijcongres in Noord-Irak.
Op 11 juli, terwijl de vredesonderhandelingen liepen, verbrandden enkele tientallen PKK-strijders in het noorden van Irak bij wijze van ceremonie hun wapens, als symbolische stap in de richting van volledige ontwapening.

## PKK in Nederland
In 2002 karakteriseerde Nederland de PKK als een terroristische organisatie. De periode daarvoor had Nederland zich gekant tegen de opname van de PKK op de zwarte lijst van terroristische organisaties van de Europese Unie, maar ging uiteindelijk overstag nadat het binnen de Unie helemaal alleen was komen te staan. Nederland wilde de PKK niet op de zwarte lijst hebben omdat de PKK sinds de arrestatie van Öcalan in 1999 de gewapende strijd in Zuidoost-Turkije had gestaakt. De PKK kon jarenlang vrij fondsen inzamelen in Nederland en had er ook een kantoor.
Ook kon de PKK op afgelegen kampeerterreinen jongeren trainen voor de gewapende strijd.
In 2004 deed de Dienst Nationale Recherche een inval in een kampeerboerderij in Liempde en in tien woningen verspreid over Nederland. Volgens het OM kregen de deelnemers in de kampeerboerderij een opleiding ter voorbereiding op de gewapende strijd van de PKK in Turkije. De deelnemers kregen onderricht in 'speciale oorlogsvoering'. De cursisten zouden volgens het OM aan het einde van hun opleiding naar Armenië worden gestuurd om deel te nemen aan de gewapende strijd van de PKK.
In 2012 verstoorde de nationale recherche een vermeend PKK-trainingskamp in recreatiepark Klaverweide in Ellemeet te Zeeland, waar 55 PKK-leden (zowel uit binnen- als buitenland) werden gearresteerd. Negen werden voorgeleid bij de rechtbank in Rotterdam, negen andere werden overgedragen aan de vreemdelingenpolitie, omdat ze geen geldige verblijfspapieren hadden. De andere 37 opgepakte Koerden werden al snel weer vrijgelaten. Volgens de Algemene Inlichtingen- en Veiligheidsdienst (AIVD) krijgen Koerdische jongeren uit Nederland, Duitsland, Zwitserland, België en Frankrijk in Nederland training voordat zij afreizen naar Noord-Irak om tegen de Turkse strijdkrachten te vechten. In Nederland zouden de afgelopen tien jaar tientallen trainingskampen zijn geweest met gemiddeld vijftien jongeren per kamp, aldus de AIVD. Volgens de AIVD hebben zich de afgelopen 20 jaar zeker 22 mensen bij de PKK aangesloten die de Nederlandse nationaliteit hadden of over een Nederlandse verblijfsstatus beschikten. Van hen zouden 13 zijn omgekomen.
Nederland is een belangrijk opleidingsland voor de PKK. Vaak voor niet-Nederlandse Koerden. Nederlands-Koerdische jongeren gaan meestal naar landen als Duitsland of België. De rekrutering door de PKK begint vaak op Koerdische festivals of via culturele verenigingen, waar Koerdische jongeren worden benaderd. Jongeren die uiteindelijk geschikt blijken, krijgen een uitnodiging voor een bijeenkomst of een opleidingskamp, onder het mom van sociaal-culturele bijeenkomsten. Daar krijgen ze echter ideologische lessen en lessen in theoretische militaire kennis, zoals guerrillatactiek. Het Koerdisch Nederlands Cultureel Centrum Amsterdam (KNCCA) en de Koerdische Vrouwen Vereniging Amsterdam, die is gevestigd in het pand van het KNCCA staan 'onder invloed van de PKK', aldus de AIVD.
De Nederlandse politie weet dat de PKK jaarlijks geld inzamelt tijdens de zogeheten Kampanya. Deze inzamelingsactie gaat volgens de politie vaak gepaard met afpersing en geweld. Ze vroeg in 2015 op haar website aan betrokkenen hiervan melding te maken. In 2016 was dit verzoek ingetrokken.
Britta Böhler, een Nederlandse advocate, trad vanaf 1998 op als verdedigster van PKK-leider Abdullah Öcalan.

## Invloed
Sommigen stellen dat de PKK de Turkse Koerden hun zelfrespect heeft teruggegeven en ze bewust heeft gemaakt van hun Koerdische identiteit. Voordat de PKK opgericht werd had de Turkse assimilatiestrategie, waarbij Koerden officieel 'berg-Turken' werden genoemd en hun taal als een Turks dialect werd afgedaan, het gewenste effect. Op het moment van oprichting van de PKK sprak bijvoorbeeld geen enkele oprichter Koerdisch, ook Öcalan zelf niet. Zoals Öcalan in 1998 zelf verklaarde: "De PKK is vooral de beweging die de ideologie en moraal moet uitvinden van een volk waarvan de ideologie en moraal volledig zijn ingestort."
Daarnaast heeft de PKK de Koerdische kwestie op de kaart gezet, zowel in Turkije zelf als mondiaal. Tijdens de Turkse verkiezingen in juli 2007 bleek de regerende AK-partij populairder onder Koerden dan de politieke tak van de PKK. In 2009 waren er gemeenteraadsverkiezingen en daar behaalde die Koerdische partij (DTP) ongeveer 7% van de landelijke stemmen. De Koerdische partij (nu BDP) heeft vanaf 2009 nabij de 7% van de landelijke stemmen weten te behalen in opeenvolgende verkiezingen.

## Vlaggen

### Partijvlaggen

Vlag van de PKK (1978-1995)
Vlag van de PKK (1995-2000)
Vlag van de PKK (2000-2002) Vlag van KADEK (2002–2003)
Vlag van de Kongra-Gel (KGK) (2003–heden)
Vlag van de PKK (2005–heden)

### Vlaggen van vleugels

Vlag van de Volksverdedigingskrachten (HPG, voorheen HRK en ARGK)
Vlag van het Nationale Bevrijdingsfront van Koerdistan (ERNK) (1985-2000)
Voormalige vlag van de YJA-STAR
Huidige vlag van de YJA-STAR